# اژدهاماهی سیاه
اژدهاماهی سیاه (نام علمی: Idiacanthus atlanticus) نام یک گونه از تیره لق‌دهانان است.